# Dolichognatha proserpina
Dolichognatha proserpina är en spindelart som först beskrevs av Cândido Firmino de Mello-Leitão 1943. 
Dolichognatha proserpina ingår i släktet Dolichognatha och familjen käkspindlar. Inga underarter finns listade i Catalogue of Life.